# Vincentia (Australia)
Vincentia – miasto w Australii, w stanie Nowa Południowa Walia, nad Oceanem Spokojnym.